# Kleiton Domingues
Pour les articles homonymes, voir Domingues.
Kleiton Domingues est un footballeur brésilien né le 2 avril 1988 à Vitória da Conquista. Il évolue au poste de milieu offensif.

## Biographie
Kleiton Domingues joue au Brésil et au Japon.
Il dispute un match en première division brésilienne, et 10 matchs en première division japonaise.

## Palmarès
- Vainqueur du Campeonato Baiano en 2009 et 2010 avec Vitória
- Vainqueur du Campeonato do Nordeste en 2010 avec Vitória